# Elsendorf (Schlüsselfeld)

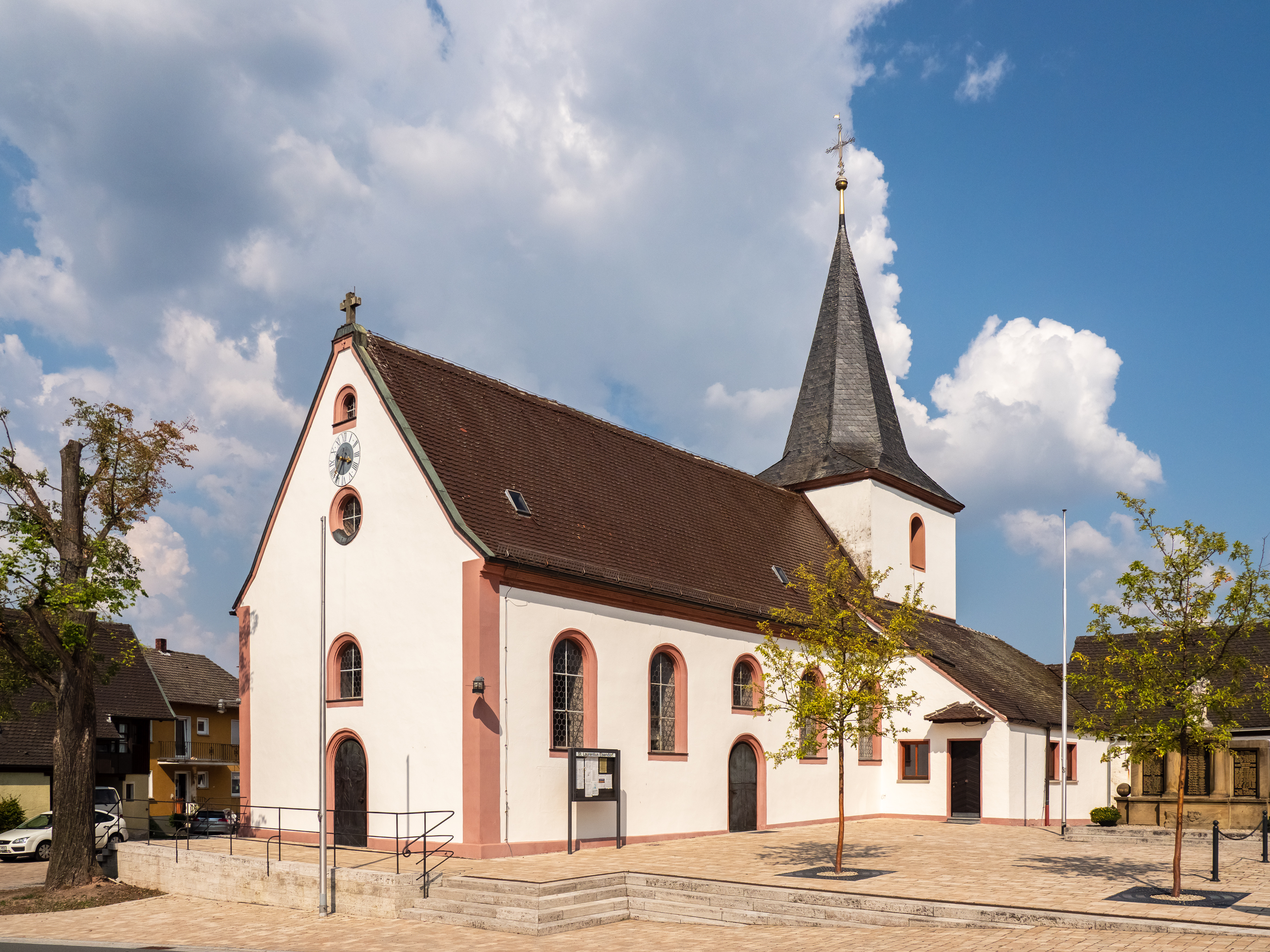
Katholische Kuratiekirche St. Laurentius

Elsendorf ist ein Gemeindeteil der Stadt Schlüsselfeld im Landkreis Bamberg (Oberfranken, Bayern). Die Gemarkung Elsendorf hat eine Fläche von 15,264 km². Sie ist in 1586 Flurstücke aufgeteilt, die eine durchschnittliche Flurstücksfläche von 9624,42 m² haben. In ihr liegen neben dem namensgebenden Ort die Gemeindeteile Güntersdorf, Lach und Possenfelden.

## Geografie
Durch das Pfarrdorf fließt die Reiche Ebrach. Der Ort ist von Acker- und Grünland mit vereinzeltem Baumbestand umgeben. 1,5 km südwestlich erhebt sich der Gleißenberg (342 m ü. NHN). Die Staatsstraße 2260 verläuft über Attelsdorf nach Schlüsselfeld (3,5 km nordwestlich) bzw. an Güntersdorf und Volkersdorf vorbei nach Wachenroth (3,7 km östlich). Die Kreisstraße BA 50/ERH 22 verläuft nach Possenfelden (0,7 km nördlich) bzw. nach Buchfeld (3 km südöstlich). Gemeindeverbindungsstraßen verlaufen nach Gleißenberg zur Kreisstraße NEA 2 (2,6 km südwestlich), nach Frickenhöchstadt (2,8 km südlich) und nach Lach (1,6 km östlich).

## Geschichte
Der Ort dürfte noch während der Würzburger Kolonisation entstanden sein. Hierauf verweisen die lehnsherrlichen Ansprüche (z. B. Altzehntrechte) des Hochstifts Würzburg, die es bis 1688 behaupten konnte. Im Wesentlichen gingen die lehnsherrlichen Ansprüche an das Hochstift Bamberg über. 1217 wurde der Ort erstmals urkundlich erwähnt. Bestimmungswort des Ortsnamens ist der Personenname des Gründers, Eliso. In dieser Urkunde wurde bestätigt, dass der Bamberger Bischof Ekbert von Andechs-Meranien dem Kloster Michelsberg die Vogteirechte über den Ort schenkte. 1293 wurden vom Bamberger Bischof den Herren von Thünfeld die Vogtei über Lehen überschrieben, 1341 schließlich noch das Lehen über eine Hufe. Das Lehen wurde zu einem Burghutlehen umgewandelt. Ein weiterer Lehensträger waren die Grafen von Castell, wie aus einer Urkunde von 1442 hervorgeht. Mitte des 15. Jahrhunderts waren auch die Nürnberger Patrizier Rieter im Ort begütert. 1553 wurde der Ort im Zweiten Markgrafenkrieg geplündert. 1690 wurde erstmals ein Schulmeister im Ort bezeugt.
1688 gab es im Ort 16 Anwesen, die dem würzburgischen Amt Schlüsselfeld unterstanden. Diese gelangten im selben Jahr durch Tausch an das Hochstift Bamberg.
Gegen Ende des 18. Jahrhunderts gab es in Elsendorf 41 Anwesen. Das Hochgericht übte das bambergische Centamt Wachenroth aus. Die Dorf- und Gemeindeherrschaft hatte das bambergische Kastenamt Wachenroth. Grundherren waren das Hochstift Bamberg (Kastenamt Höchstadt: 3 Güter, 1 Häuslein und Kastenamt Wachenroth: 6 Höfe, 3 Höflein, 2 Wirtshäuser, 1 Schenkstatt, 1 Mühle, 1 Ziegelei, 19 Sölden, 2 Hirtenhäuslein), das Kloster Michelsberg (Kastenamt Gremsdorf: 1 Hof) und das Rittergut Weingartsgreuth (1 Gut). 1800 gab es im Ort 34 bambergische Untertansfamilien.
1802 kam Elsendorf an das Kurfürstentum Bayern. Im Rahmen des Gemeindeedikts wurde 1808 der Steuerdistrikt und die Ruralgemeinde Elsendorf gebildet, zu dem bzw. zu der Güntersdorf, Lach, Possenfelden und Reumannswind gehörten. Sie war in Verwaltung und Gerichtsbarkeit dem Landgericht Höchstadt zugeordnet und in der Finanzverwaltung dem Rentamt Höchstadt. In der freiwilligen Gerichtsbarkeit unterstand ein Anwesen dem Patrimonialgericht Weingartsgreuth (bis 1848). Ab 1862 gehörte Elsendorf zum Bezirksamt Höchstadt an der Aisch (1939 in Landkreis Höchstadt an der Aisch umbenannt) und weiterhin zum Rentamt Höchstadt (1919 in Finanzamt Höchstadt umbenannt, 1929–1972: Finanzamt Forchheim, seit 1972: Finanzamt Bamberg). Die Gerichtsbarkeit blieb beim Landgericht Höchstadt (1879 in das Amtsgericht Höchstadt an der Aisch umgewandelt), von 1959 bis 1973 war das Amtsgericht Forchheim zuständig, seitdem ist es das Amtsgericht Bamberg. Die Gemeinde hatte ursprünglich eine Gebietsfläche von 17,619 km². Nach 1950, jedoch vor 1961 wurde ein Gebiet abgetreten, so dass sich die Gebietsfläche auf 15,052 km² verringerte.
Am 1. Mai 1978 wurde die Gemeinde Elsendorf im Zuge der Gebietsreform in die Stadt Schlüsselfeld eingegliedert. Der ehemalige Gemeindeteil Reumannswind wurde schließlich am 1. Januar 1982 an den Markt Wachenroth abgetreten.

### Baudenkmäler
- Angerweg 3, 5: Stadel
- Braugasse 2: Brauerei Gasthaus Stern
- Dorfstr. 10: Gasthaus Fritz Windfelder
- Dorfstr. 19: Katholische Kuratiekirche St. Laurentius
- Dorfstr. 23: Ehemaliges Schloss
- Gleißenberger Str. 3: Wohnstallhaus
- Heiligenhäuschen
- Bildstock

### Einwohnerentwicklung
Gemeinde Elsendorf
| Jahr      | 1819   | 1840   | 1852   | 1855   | 1861   | 1867   | 1871   | 1875   | 1880   | 1885   | 1890   | 1895   | 1900   | 1905   | 1910   | 1919   | 1925   | 1933   | 1939   | 1946   | 1950   | 1952   | 1961   | 1970   |
| Einwohner | 469    | 547    | 510    | 506    | 520    | 554    | 571    | 566    | 597    | 597    | 555    | 567    | 568    | 582    | 600    | 586    | 575    | 579    | 588    | 817    | 785    | 757    | 659    | 674    |
| Häuser    |        |        |        |        |        |        | 100    |        |        | 99     | 98     |        | 103    |        |        |        | 102    |        |        |        | 116    |        | 126    |        |
| Quelle    | [ 16 ] | [ 17 ] | [ 17 ] | [ 17 ] | [ 18 ] | [ 19 ] | [ 20 ] | [ 21 ] | [ 22 ] | [ 23 ] | [ 24 ] | [ 17 ] | [ 25 ] | [ 17 ] | [ 26 ] | [ 17 ] | [ 27 ] | [ 17 ] | [ 17 ] | [ 17 ] | [ 11 ] | [ 17 ] | [ 12 ] | [ 28 ] |

Ort Elsendorf
| Jahr      | 001819 | 001861 | 001871 | 001885 | 001900 | 001925 | 001950 | 001961 | 001970 | 001987 | 002019 | 002022 |
| Einwohner | 223    | 246    | 277    | 292    | 278    | 270    | 420    | 368    | 377    | 410    | 627    | 687    |
| Häuser    |        |        |        | 48     | 50     | 52     | 62     | 70     |        | 96     |        |        |
| Quelle    | [ 16 ] | [ 18 ] | [ 20 ] | [ 23 ] | [ 25 ] | [ 27 ] | [ 11 ] | [ 12 ] | [ 28 ] | [ 29 ] |        | [ 1 ]  |

## Religion
Der Ort ist römisch-katholisch geprägt und gehört bis heute zur Kirchengemeinde St. Laurentius (Elsendorf). Die Einwohner evangelisch-lutherischer Konfession sind in die Schlosskirche (Weingartsgreuth) gepfarrt.